# تارن (رود)
رودخانه تارن (به فرانسوی: Tarn) یک رود در فرانسه است که در اوت-گارون واقع شده‌است.